# Sankt Katharine Sogn
Sankt Katharine Sogn ist die Kirchspielsgemeinde (dän.: Sogn) der Sankt-Katharinen-Kirche des Dominikaner-Klosters in Ribe im südlichen Dänemark. Bis 1970 gehörte sie zur Harde Ribe Herred im damaligen Ribe Amt, danach zur Ribe Kommune im erweiterten Ribe Amt, die im Zuge der  Kommunalreform zum 1. Januar 2007 in der „neuen“ Esbjerg Kommune in der Region Syddanmark aufgegangen ist.

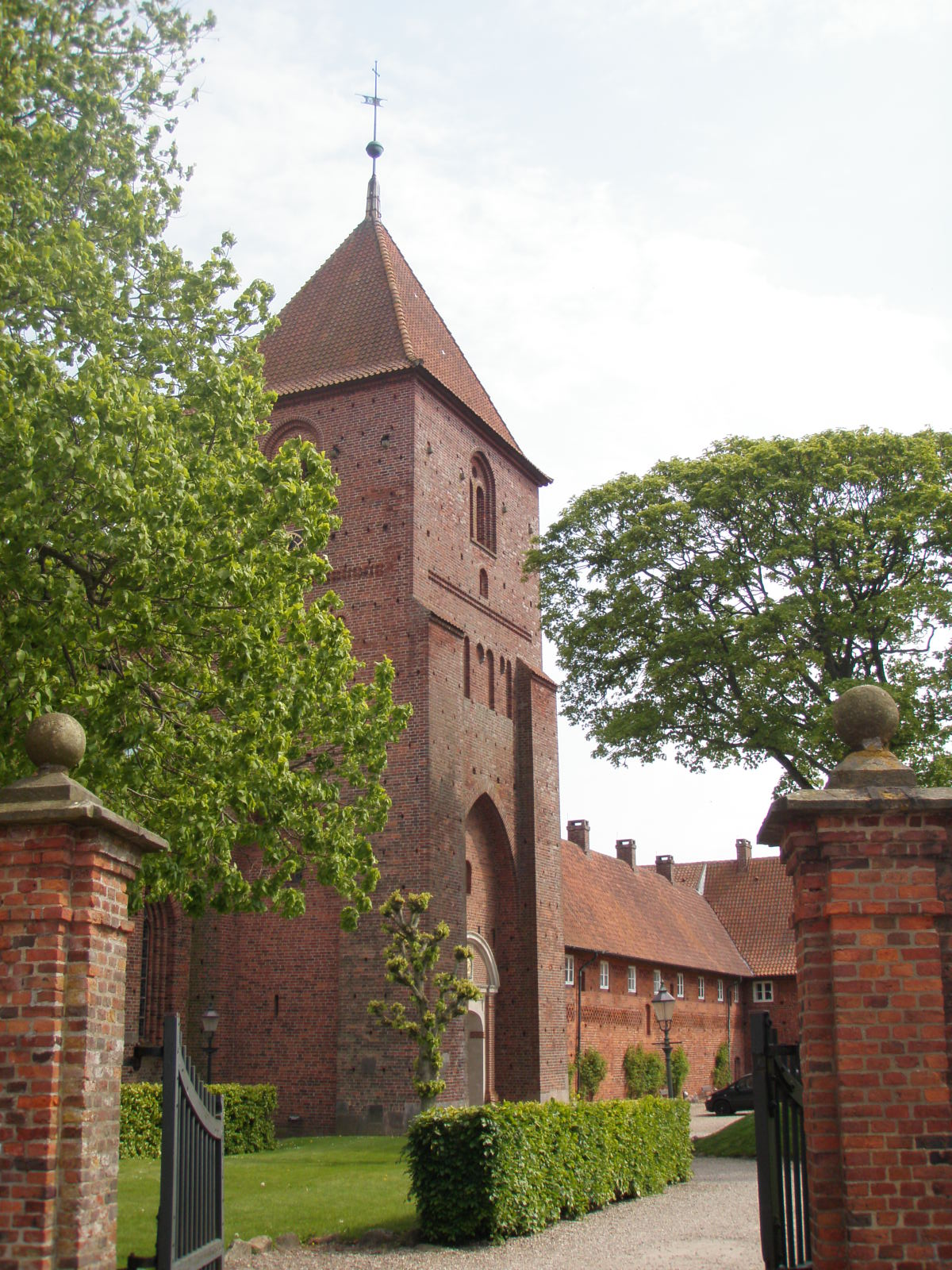
Sankt Katharine Kirke

Im Kirchspiel leben 6356 Menschen, der Großteil davon zählt zu den 8365 Einwohnern von Ribe. In der Kleinstadt Lustrup, wenige Kilometer südöstlich von Ribe, leben 248 Menschen. (Stand:1. Januar 2023)
Nachbargemeinden sind im Nordosten Obbekær Sogn und im Südosten Seem Sogn, von Süden  über Westen bis Norden wird Sankt Katharine Sogn vom Ribe Domsogn umschlossen.